# Dolophilodes dorca
Dolophilodes dorca is een schietmot uit de familie Philopotamidae. De soort komt voor in het Nearctisch gebied.